# Passie (Jezus Christus)

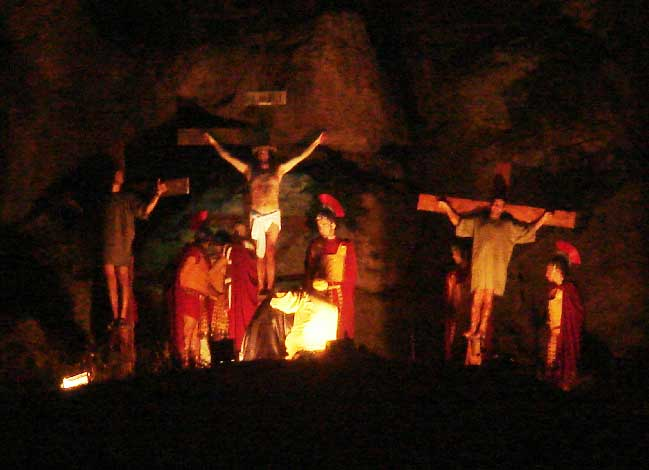
De passie van Jezus Christus

De passie (Latijnse werkwoord: patior, passus sum, lijden, verdragen) is de korte laatste periode in het leven van Jezus Christus en vormt het slot van zijn openbaar optreden. De bekendste verhalen over de passie zijn te vinden in de vier canonieke evangeliën Matteüs, Marcus, Lucas en Johannes in het Nieuwe Testament van de Bijbel.
De passie zoals beschreven in het Nieuwe Testament is onderverdeeld in een reeks verhalen:
- De intocht van Jezus in Jeruzalem op Palmzondag
- De Tempelreiniging
- Het onderricht in de Tempel
- De Olijfbergrede of rede (over de laatste dingen) op de Olijfberg (alleen in Matteüs 24:3–25:46)
- De zalving van Jezus (vindt in Lucas veel eerder plaats en in Galilea)
- Het laatste avondmaal van Jezus en zijn discipelen
- De arrestatie van Jezus
- De verloochening van Petrus
- Het proces tegen Jezus ten overstaan van de sanhedrin en later Pontius Pilatus
- De kruisweg van Jezus
- De kruisiging van Jezus
- De kruiswoorden van Jezus
- De dood en herrijzenis van Jezus
- Het geven van de grote opdracht aan de discipelen aan wie Jezus verscheen na zijn dood

Met name in de Goede Week zijn er uitvoeringen van het passieverhaal die het lijden van Jezus Christus als uitgangspunt hebben; zowel als toneelstuk (passiespel), of als muziekstuk.
In het alledaags spraakgebruik is het woord passie ook een synoniem voor overgave of met grote inzet.